# Cerkev sv. Mihaela, Schwäbisch Hall
Župnijska protestantska cerkev svetega Mihaela je glavna cerkev mesta Schwäbisch Hall in služi tako cerkvenim namenom in kot koncertna dvorana. Zaradi delovanja Johannesa Brenza je bilo po letu 1523 mesto izhodišče reformacije na cesarskem ozemlju. V Sv. Mihaelu hranijo dragoceno pohištvo iz obdobja pred reformacijo.
Sv. Mihael je ena izmed najpomembnejših stavb v Schwäbisch Hallu. Oktobra 2013 je bil cerkvi podeljen znak evropske dediščine (v mreži 20 mest iz časa reformacije v Nemčiji).

## Lokacija
Na vzhodni strani doline Kocher se nahaja na vzhodnem robu mestnega jedra in s svojim velikim stopniščem obvladuje prostor. Dominantna podoba stavbe je posledica pomola na katerem stoji, to je apnenčasta skala. Ne daleč za cerkvijo je stal nekdanji mestni zid.

## Cerkvena ureditev in razvoj

### Pred reformacijo
Cerkev Sv. Mihaela je prvič omenjena 10. februarja 1156, ko je škof iz Würzburga, Gebhard von Henneberg, v katero škofijo je Hall takrat sodil, posvetil novo cerkev v čast Kristusa, Marije, svetega Križa in nadangela Mihaela. Pobuda za gradnjo je prišla od prebivalcev Halla, Adalberta, opata benediktinskega samostana v bližnjem Comburgu, njegovega naslednika Gernota in s podporo konventa v dogovoru s Hohenstaufeni. Sponzorji so upali, da bodo sodelovali pri uspešnem gospodarskem razvoju soli. V besedilu dokumenta je Sv. Mihael izrecno imenovan kot podružnica župnijske cerkve Steinbacher, pod patronatom Comburga.
Leta 1287 je bil Comburg vključen v župnijo Hall-Steinbach, ki je skozi leta do 1315, dobivala povprečni letni dohodek v višini 200 hellerjev in bila najbogatejša na tem območju. Pastoralo župnije je vodil opat ali duhovnik, ki ga je potrdil škof (tako imenovani večni vikar).
V 14. stoletju je za pobožnosti in skrb za duhovno blaginjo imel sv. Mihael, zato so mu pripadli številni oltarji; leta 1520 je bilo v cerkvi in zakristiji preštetih 17 oltarjev, 1462 duhovnikov, vključno 12 vikarjev. Leta 1502 je Mestni svet podaril predikaturo, katere glavna naloga je bila dvigniti raven bogoslužja.

## Arhitektura

### Romanska bazilika (1156)
Prva cerkev je bila posvečena 10. februarja 1156 kot triladijska bazilika v romanskem slogu, brez transepta. Bazilika je imela raven strop in polkrožen pravokoten kor. Bazilika je imela tudi stolpa, tako manjšega vzhodnega in večjega zahodnega, ki je bil ločen z westwerkom od ladje in je služil kot veža. Oblika je bila podobna tisti iz Comburga in šoli iz Würzburga. Glede na napis na portalu, kjer piše Bertholt, je to stvaritelj portala in verjetno celotne cerkve. Štiri romanske kleti zahodnega stolpa so ohranjene. V tretjem in četrtem nadstropju romanskega zahodnega stolpa se nahaja nad Magdalenenkapelle zvonik s petimi zvonovi (1299-1538), kot tudi zvon v lanterni (1509). Stara romanska glavna vrata imajo v timpanonu arhitekturno dekoracijo, ki kaže ornament z ravnimi okraski. V sredini okraskov je okrašen križ, zraven romanskega stebra v romanskem preddverju. Romanski osrednji steber, ki podpira teme križnega oboka ima kapitel z volutami in prečnike z ravnimi okraski, palmetami in pentljami. Romanski timpanon kaže v sredini križ kot obliko procesijskega križa. Cerkev je bila podružnica samostana Comburg, katerega pokroviteljstvo je trajalo do leta 1508.

### Gotska cerkvena ladja (1427–1456)
Od 1427 je bila romanska bazilika porušena in na njenem mestu zgrajena kvadratna gotska dvoranska ladja. Ladje cerkvene dvorane so enake širine in ločene z okroglimi relativno tankimi stebri. Gotska dvorana ima štiri preprosta stranska vrata. Ima visoko tridelno okno s krogovičjem. Podlaga za stebre so osmerokotniki, zgornje plošče pod prečniki imajo tudi obliko osmerokotnika. Kot arhitekta gotske dvoranske ladje (1427-1456) štejejo Konrada von Nürnberga (1430-1438 v Schwäbisch Hall), verjetno z Roritzerjem iz Regensburga ali Konradom Heinzelmannom iz Ulma. Naslednik naj bi bil Nicholas Eseler d. Ä von Alzey (1438-1442 v Schwäbisch Hall) in Heinrich der Parlierer.

### Načrtovani zahodni stolp (1427)
Nov gotski zahodni stolp namesto romanskega je bil načrtovan, a do izvedbe ni prišlo. Štrleči deli kamnitih kosov na pročelju označujejo ta neizvršeni stolp.

### Gotski oboki (1456)
Leta 1456 je bila gotska ladja obokana. Leto (obokanja) z oznako izdelovalca je bilo naslikano na oboku. Znak mojstra (št. 26) verjetno prihaja od Nicholasa Kieferja starejšega. Nahaja se na sklepniku na zadnjem rebru južne ladje na zahodnem zidu. To je slika, ki se nahaja na ometu oboka in prikazuje graditelja s šestilom in šablono v cehovski noši 15. stoletja.

### Gotski kor (1495–1525)
Šele ko se je gradnja gotskega kora leta 1495 zaključila, so star romanski kor podrli. Gradnja kora je, v skladu s sodobnimi kronisti Heroltom in Widmannom, potekala od 1495 do 1525. Za pravega graditelja velja  Meister Konrad, ki je prišel leta 1510 kot cerkveni mojster.

### Postavljen stolp (1539 in 1573)
Po zaključku kora je bil postavljen stolp. Meister Thomann je namesto masivnega zvonika zgradil skeletni stolp. Pol skeletne stavbe je sestavljene iz dveh nadstropij z vitko osmerokotno šotorasto streho. Leta 1573 so pol skeletne stavbe odstranili in postavili masivno gradnjo. Ta kamnita gradnja je sestavljena iz dveh osmerokotnih nadstropij v obliki gotizirane renesanse. V skladu z vpisom v stolpu je bil graditelj Jörg Burkhart. Burkhart je bil gradbeni mojster mesta Schwäbisch Hall in je »prvi znan renesančni graditelj v Hallu«.

## Oprema

### Skulpture
Timpanon romanskih zahodnih vrat ima arhitekturno dekoracijo, ornament z ravnimi okraski. V sredini okraskov je bogato okrašen križ.
Svetemu Mihaelu posvečena cerkev ima celoti 14 Mihaelovih prikazov, vključno z enim v romanskem gručastem stebru v romanskem stolpnem preddverju, ki predstavlja zgodnji gotski lik arhangela Mihaela, ki pobija zmaja iz 13. stoletja, katerega krila so iz bakrene pločevine in je bil prvotno okrašen z zlatom in barvo.
Michael kot tehtalec duš (Seelenwäger) se nahaja na jugovzhodnem vogalu kora. To je nadangel Mihael v velikem reliefu, ki je bil izdelan okoli 1525. Nahaja se na razkošni konzoli pod baldahinom. Angel je zastopan kot tip sodobnega diakona in ima v svoji levi roki tehtnico, v desnici meč. Na eni strani tehtnice je figura otroka, ki je simbol človeške duše, na drugi strani vrag, ki poskuša izvleči posodo navzdol. Figura prihaja iz Beuscherja (1515-1520) in je iz iste delavnice, ki je ustvaril tudi vodnjak z ribami.

### Stenske poslikave
Stebri so pobarvani, tako s slikami v slogu preproge iz 15. stoletja: Sv. Družina (Jožef zavre kašo), Kristus na križu z Marijo in Janezom, Kristus kot človek žalosti in Sveto rešnje telo z dvema svetnikov Antonom Puščavnikom in presvetli škof.

### Vitraji
V koru je v srednjem oknu vitraj iz 15. in 16. stoletja, ki prikazuje: Izvirni greh, Marije z detetom, nesrečnega Jezusa, Kronanje s trnjem, nošenje križa, Kristus na križu, Nadangel Mihael ubija zmaja in tehta duše, nadangel Mihael, Maria pod križem, Luka Evangelist, Katarina, papež Gregor in škof in zdravnik,

### Oltarji
Cerkev Sv. Michaela ima veliko srednjeveških oltarjev, med njimi:
- Visok oltar Pasion in vstajenje Jezusa (1460)
- Anin oltar
- Oltar Svetega Duha
- oltarno sliko sv. Wolfganga, Kuzme in Damjana
- Oltar Svetih treh kraljev (1520-1521)
- Mihaelov oltar

### Druga dela
Cerkev ima med drugim razpelo, datirano v 1494, Ulmčana Michaela Erharta, ki velja za mojstrovino poznogotskega kiparstva. V koru je epitaf Johanna Friedricha Bonhoefferja, ki je bil državljan cesarskega mesta in bil dolgo vplivna družina iz katere izvira tudi Dietrich Bonhoeffer.
V dolini Buhler so v 16. stoletju našli zob mamuta, ki so ga takrat razlagali kot rog samoroga. To okel je zdaj v ambulatoriju svetega Mihaela.
Prav tako se nahaja v cerkvi gotski krstilnik in gotska prižnica z reliefom iz alabastra, delo Leonharda Kerna: vstajenje od mrtvih po Ezekielu in sveti grob (1455-1456, 1510) in skupina Getseman na severni zunanji steni svetega Mihaela.
- Sv. grob (1455/56, krilo 1510).
- Mamutov okel
- Gethsemanegruppe

### Orgle
Orgle cerkve svetega Mihaela so bile zgrajene v letu 1980, delo Friedricha Tzschöckela (Althütte-Fautspach). Dele nekdanjih orgel iz 1837 so ponovno uporabili, te je zgradil Eberhard Friedrich Walcker (Ludwigsburg). Instrument je bil v letu 2003 podaljšan. Danes ima 63 registrov, 4 manuale in pedal.

## Pomen v umetnostni zgodovini
Dvoranska ladja je del »serije švabsko-frankovskih dvoranskih cerkva«  za stolnico Svetega Križa v Schwäbisch Gmündu, blizu Svetega Jurija v Nördlingenu, vendar pa pred Svetim Jurijem v Dinkelsbuehlu. Slogovno obstajajo vzporednice. Te se nanašajo na število opornikov - 10 v ladji in 12 v koru. To je v skladu s skupnim številom opornikov v Nördlingenu in Dinkelsbühlerju, saj izvirajo od istega graditelja, družine Eseler. Kapele kažejo podobnosti s kapelicami v stolnici Svetega križa v Schwäbisch Gmündu in cerkvi Sv. Lovrenca v Nürnbergu.